# Boca Del Mar
Boca del Mar fue un lugar designado por el censo ubicado en el condado de Palm Beach en el estado estadounidense de Florida. En el Censo de 2000 tenía una población de 21.832 habitantes y una densidad poblacional de 2.107,35 personas por km².

## Geografía
Boca del Mar se encuentra ubicado en las coordenadas 26°20′42″N 80°8′48″O / 26.34500, -80.14667. Según la Oficina del Censo de los Estados Unidos, Boca del Mar tiene una superficie total de 10.36 km², de la cual 10.36 km² corresponden a tierra firme y (0%) 0 km² es agua.

## Demografía
Según el censo de 2000, había 21.832 personas residiendo en Boca del Mar. La densidad de población era de 2.107,35 hab./km². De los 21.832 habitantes, Boca del Mar estaba compuesto por el 94.43%% blancos, el 1.23%% eran afroamericanos, el 0.05%% eran amerindios, el 1.88%% eran asiáticos, el 0.03%% eran isleños del Pacífico, el 1.06%% eran de otras razas y el 1.32%% pertenecían a dos o más razas. Del total de la población el 8.16%% eran hispanos o latinos de cualquier raza.